# Каменкович, Мария Владимировна
Мари́я Влади́мировна Каменко́вич (наст. фамилия Трофимчик; 5 февраля 1962, Ленинград, СССР — 15 декабря 2004, Регенсбург, ФРГ) — русская поэтесесса, критик, переводчик, заметная деятельница российской толкинистики.

## Биография
Окончила филологический факультет Ленинградского университета со специализацией по структурной лингвистике. 
Участвовала в семинаре Виктора Сосноры.
Автор трёх книг стихов, публиковала также критические статьи (в основном, в журнале «Крещатик»).
Наиболее известный труд Каменкович — перевод трилогии Джона Толкина «Властелин колец» (совместно с В. Карриком), в котором была поставлена задача дать наиболее точную во всех деталях русскую версию произведения (в противовес относительно вольному переводу В. С. Муравьёва и А. А. Кистяковского). 
Каменкович также перевела несколько других произведений Толкина и опубликовала несколько статей о его творчестве. Вторая крупная её работа — перевод книги Т. Шиппи «Дорога в Средьземелье», обстоятельной монографии о мире Толкина.

## Книги стихов
- Река Смородина. — СПб.: Акрополь, 1996 (шорт-лист премии "Северная Пальмира"). ISBN 5-86585-029-6
- Михайловский Замок. — СПб.: Акрополь, 1999. — ISBN 5-86585-053-9
- Дом Тишины. — СПб.: Алетейя, 2003
- Петербургские Стихи. — Германия, EditaGelsen, 2005
- Избранное. — СПб: ДЕАН, 2008, — ISBN 978-5-93630-696-9
- Между Явью и Сном. — М.: Т8 / Пальмира, 2021

## Переводы
- Толкин Дж. Р. Р. Властелин Колец. Трилогия (пер.с англ. М.Каменкович, В.Каррика). — СПб.: Амфора, 2001. — 1279 стр. ISBN 5-94278-075-7
- Шиппи Т. А. Дорога в Средьземелье (пер. с англ. М. Каменкович). — СПб.: ООО "Издательство «Лимбус Пресс», 2003. — 824 с.
- Толкин Дж. Р. Р. Хоббит (пер. с англ. М.Каменкович, С.Степанова) — СПб.: Азбука, 1995, 1999; Амфора, 2001—2003, М.: АСТ 2014 - 2017.
- Толкин Дж. Р. Р. Лист Кисти Ниггля (пер. с англ. М.Каменкович) в кн. Приключения Тома Бомбадила и другие истории — СПб.: Азбука, 1999, 2000, 2003[источник не указан 1402 дня]
- Толкин Дж. Р. Р. Бьортнот, сын Бьортхельма (пер. с англ. М.Каменкович) в кн. Приключения Тома Бомбадила и другие истории — СПб.: Азбука, 2000, 2003
- Толкин Дж. Р. Р. Сэр Гавейн и Зеленый Рыцарь (пер. с англ. М.Каменкович) в кн. Профессор и Чудовища: Эссе — СПб.: Азбука, 2004, 2006[источник не указан 1402 дня]
- Вячеслав Иванов. Избранная Переписка: Иванов — М. Бубер (пер. с нем. М.Каменкович, предисл. и коммент. М. Вехтеля), журнал христианской культуры Символ, Париж - Москва № 53 - 54, 2008.
- Вячеслав Иванов. Историософия Вергилия (пер. с нем. и коммент. Г. Киршбаума, М. Каменкович), журнал христианской культуры Символ, Париж-Москва № 53-54, 2008.